# Stackelberginia tsharykulievi
Stackelberginia tsharykulievi är en tvåvingeart som beskrevs av Pavel Lehr 1964. Stackelberginia tsharykulievi ingår i släktet Stackelberginia och familjen rovflugor. Inga underarter finns listade i Catalogue of Life.